# Tiszafüred
Tiszafüred este un oraș în districtul Tiszafüred, județul Jász-Nagykun-Szolnok, Ungaria, având o populație de 11.777 de locuitori (2011). 

## Demografie
Componența etnică a orașului Tiszafüred
     Maghiari (94,75%)
     Romi (2,35%)
     Germani (1,73%)
     Necunoscut (0,62%)
     Alții (0,55%)
Componența confesională a orașului Tiszafüred
     Romano-catolici (23,27%)
     Fără religie (18,88%)
     Reformați (17,33%)
     Necunoscută (39%)
     Alte religii (2,59%)
Conform recensământului din 2011, orașul Tiszafüred avea 11.777 de locuitori. Din punct de vedere etnic, majoritatea locuitorilor (94,75%) erau maghiari, existând și minorități de romi (2,35%) și germani (1,73%). Apartenența etnică nu este cunoscută în cazul a 0,62% din locuitori. Nu există o religie majoritară, locuitorii fiind romano-catolici (23,27%), persoane fără religie (18,88%) și reformați (17,33%). Pentru 39,0% din locuitori nu este cunoscută apartenența confesională.